# Варнери, Шарль Эммануэль де
Шарль Эммануэль де Варнери (фр. Charles Emanuel de Warnery; март 1720 — 8 мая 1786) — видный военный теоретик и историк конца XVIII века, генерал-майор. По происхождению — франкоязычный швейцарец, уроженец города Морж на берегу Женевского озера, кантон Во.
Четырнадцатилетним поступил на военную службу в Пьемонте, участник Войны за польское наследство: сражений против австрийцев при Парме (29 июня 1734 года) и Гвасталле (19 сентября того же года).
1737 год — недолгое пребывание в австрийском войске, участие в войне с турками в качестве лейтенанта пехотного полка Кенигсегг, адъютанта генерала Лентулуса.
С 1738 года по 1742 год на службе в России, участник русско-шведской войны в ранге капитана гренадеров, ранен в сражении при Вильманстранде (3 сентября 1741 года).
В 1742 году переход на службу в Пруссию в качестве ротмистра гусарского полка номер 4 («белые гусары»), быстрая карьера, отмеченная присвоением прусского дворянства, орденом Pour le Mérite и чином полковника. Участник Второй Силезской (Зоор, Хохенфридберг) и Семилетней войн. Командовал гусарским полком номер 3 (бывший Вартенберг) в сражениях при Праге, где отличился, и Колине. Как командир имел в прусской армии высокую репутацию.
Попал в 1757 году в австрийский плен с частью своего полка в результате капитуляции гарнизона крепости Швайдниц. Вернувшись из плена, добровольно предстал перед военным судом и был оправдан. Потребовал военно-полевого суда для всех генералов, бывших с ним в плену. Дело завершилось конфликтом с королём и вынужденной отставкой в разгар войны. Неудовольствие Фридриха вызвал ещё раньше, осмелившись выступить с критикой распоряжений королевского фаворита Винтерфельдта по окружению саксонского лагеря в Пирне.
До 1776 года занимался, в основном, литературным трудом, ведя жизнь отставного помещика. С 1776 года — генерал на польской службе, генерал-адъютант при Станиславе Понятовском, последнем польском короле. Из Пруссии, однако, не уехал, жить продолжал в силезском поместье Лангенхоф недалеко от современного польского города Олесница (приданое жены, урожденной фон Кошембар) или в Бреслау (Бреславль, ныне Вроцлав), где и умер.

## Основные труды
«Remarques sur le militaire et le marine des Turcs et des Russes» («Заметки об армии и флоте турок и русских», первое издание в 1766 году, в 1771 году переработаны и дополнены автором). В предисловии к «Заметкам», помещенном в собрании сочинений, Варнери упоминает о письме от вице-канцлера Голицына — Голицын направил книгу фельдмаршалу Румянцеву в действующую армию и тот, ознакомившись с ней, просил послать дополнительные экземпляры для офицеров.
Commentaires sur les commentaires du Comte Turpin sur Montecuccoli avec des anecdotes relatives à l’histoire militaire du siècle présent" (Бреслау, 1777 год); «Remarques sur plusieurs auteurs militaires anciens et modernes» (Люблин, 1780 год); «Mélange de remarques surtout sur César et autres auteurs militaires» (Варшава, 1782 год) — посвященные Цезарю и другим историческим лицам, книги содержат многочисленные параллели с современным автору опытом, в первую очередь, с событиями Семилетней войны.
«Remarques sur la cavallerie» («Заметки о кавалерии», написаны 1776, впервые опубликованы 1781, переведены на немецкий и английский; в 1828 году в Париже вышло издание книги в переводе с немецкого на французский!) Самый известный труд Варнери в качестве военного теоретика.
«Anecdotes et pensées historiques et militaires» (Галле, 1781 год) посвящены, в основном, кампаниям Фридриха Великого, как и двухтомная история Семилетней войны — «Campagnes de Frédéric II., Roi de Prusse, 1756—1762» (1789 год). Последняя основана, в значительной степени, на личных впечатлениях автора и на рассказах генерала Зейдлица. Современники упрекали книгу в предвзятости, считая, что автор, мстя за допущенную по отношению к нему несправедливость, принижает в ней роль и значение Фридриха Великого как полководца.
В 1785—1791 годах в Ганновере по инициативе и при участии Шарнхорста вышло собрание сочинений Варнери в переводе на немецкий язык — «Des Herrn Generalmajor von Warnery sämmtliche Schriften. Aus dem Französischen übersetzt und mit Plänen und Erläuterungen vermehrt».